# 銭座町停留場

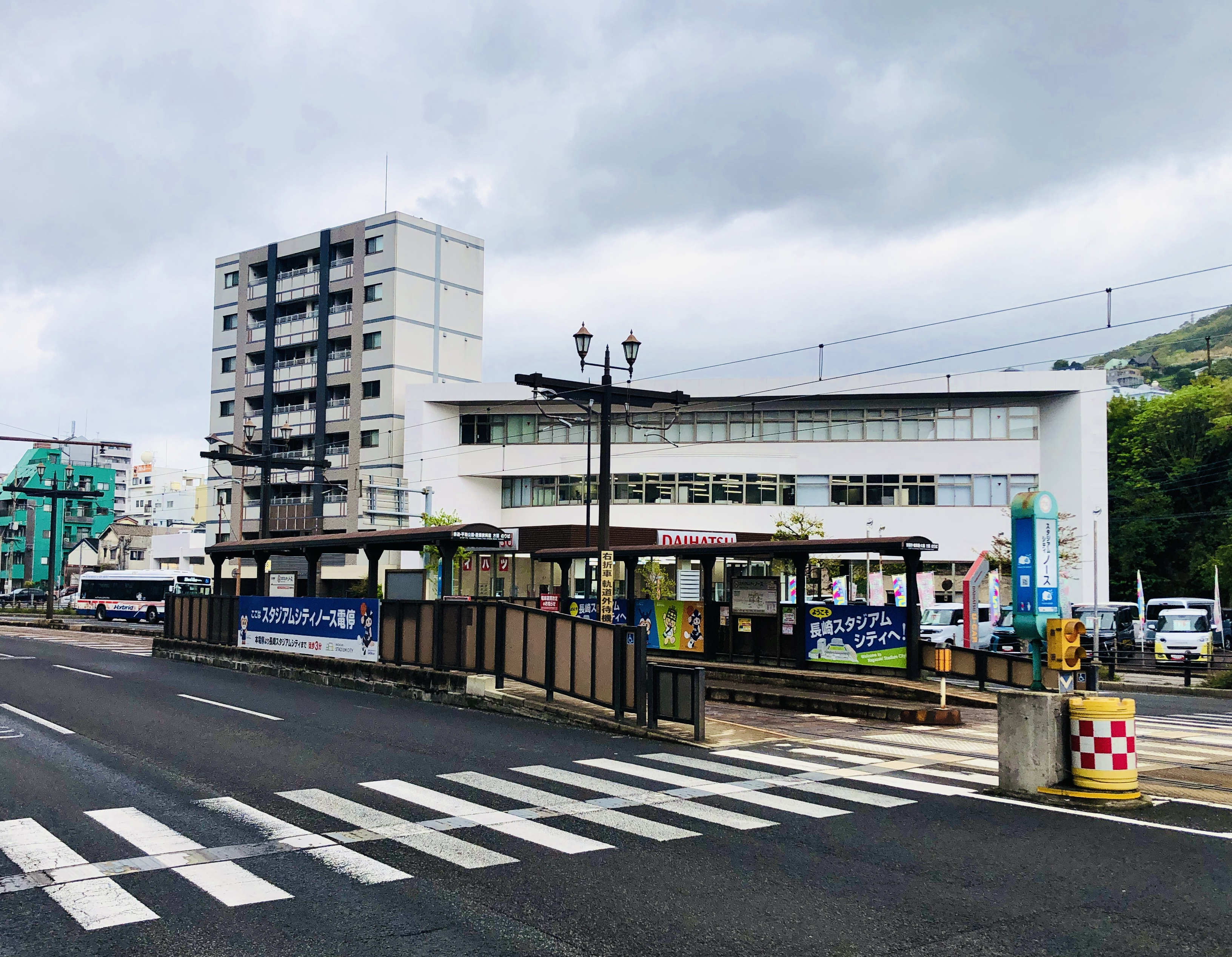
スタジアムシティまで徒歩3分

銭座町停留場（ぜんざまちていりゅうじょう、銭座町電停）は、長崎県長崎市目覚町にある長崎電気軌道本線の停留場である。駅番号は24。1号・2号・3号各系統が停車する。
命名権により2024年10月1日より「スタジアムシティノース停留場」（スタジアムシティノースていりゅうじょう、スタジアムシティノース電停）の名称が使用されている（後述）

## 歴史
当停留場は1915年（大正4年）井樋の口停留場（いびのくちていりゅうじょう）として開設された。長崎電気軌道の路線開業と同日のことである。当時の停留場は現在の宝町公園の西側付近（北緯32度45分38.6秒 東経129度51分55.5秒 / 北緯32.760722度 東経129.865417度）にあり、路線は当停留場から長崎駅前に向かって公園を迂回し、長崎本線と並走する経路をとっていた。現在長崎駅前方面に向かって、長崎本線に沿って直線で伸びる脇道がその路線跡である。
その後停留場は1956年（昭和31年）に宝町公園前に移設、1966年（昭和41年）には銭座町へ改称した。銭座町の町名は銭貨の鋳造所（銭座）が置かれていたことに由来する。ただし停留場の所在地は目覚町である。
かつては停留場に横断歩道橋が接続していたが1995年（平成7年）に撤去、このとき停留場は公園前から茂里町寄りに100メートル移設された。
2024年（令和6年）10月に当停留場最寄りの長崎スタジアムシティが開業。スタジアムシティを運営するリージョナルクリエーション長崎と長崎電気軌道とのパートナーシップ締結に基づいて同社が当停留場の命名権を取得し、案内上の名称を「スタジアムシティノース停留場」に改めた。命名権導入後は案内板等の表記を「銭座町」から「スタジアムシティノース」に全て置き換えており、「銭座町」の名称は停留所看板の一部に併記されているのみとなっている。

### 年表
- 1915年（大正4年）11月16日：井樋の口停留場として現在の宝町公園西側に設置[1][3]。
- 1956年（昭和31年）1月：宝町公園前に移設[4]。
- 1966年（昭和41年）9月20日：銭座町停留場へ改称[1]。
- 1971年（昭和46年）：歩道橋が架設され、停留場へも繋がるようになる。
- 1995年（平成7年）2月9日：歩道橋を撤去、茂里町寄りに100メートル移設[1][7]。
- 2000年（平成12年）4月11日：停留場を改築[11]。
- 2024年（令和6年）10月1日：スタジアムシティノース停留場の命名権名称を使用開始。

## 構造
停留場は併用軌道区間にあり、道路上にホームが設けられる。ホームは2面あり、南北方向に伸びる2本の線路を挟み向かい合って配置される（相対式ホーム）。線路の東側にあるのが長崎駅前方面行きのホーム、西側にあるのが赤迫方面行きのホーム。横断歩道橋が1995年に撤去されてから、停留場には横断歩道が接続する。

## 利用状況
長崎電軌の調査によると1日の乗降客数は以下の通り。おもに周辺地域の住民が使用する。
- 1998年 - 959人[14]
- 2015年 - 900人[6]

## 周辺
付近を並走する長崎本線沿いには三菱重工業長崎造船所幸町工場があった。2024年10月、跡地に長崎スタジアムシティが開業した。
- 長崎スタジアムシティ
- みらい長崎ココウォーク
- 長崎ブリックホール
- ダイハツ長崎販売・本社
- 宝町公園

## 隣の停留場
長崎電気軌道
本線
茂里町停留場 (23) - 銭座町停留場 (24) - 宝町停留場 (25)